# Grand-Place de Huy
Pour les articles homonymes, voir Grand-Place (homonymie).
La Grand-Place (en wallon : Grand Plèce) est la place principale et un centre d'activité de la ville belge de Huy, dans la province de Liège.

## Localisation et description
La Grand-Place se situe dans le centre historique de la ville de Huy, en rive droite de la Meuse, à plus ou moins 250 m du fleuve. De forme rectangulaire, elle a une longueur d'une cinquantaine de mètres et une largeur d'environ 40 m, soit une superficie d'approximativement  2 000 m2. La place, pavée et piétonne, possède en son centre une fontaine ancienne appelée Li Bassinia.
Six voies piétonnes et pavées aboutissent à la place : la rue des Fouarges au nord-est, deux étroites voies situées de part et d'autre de l'hôtel de ville menant à la place Verte, la rue Griange au sud-est, la rue des Brasseurs au sud-ouest et En Mounie au nord-ouest.
Un placette d'environ 200 m2, prolongeant la rue des Brasseurs, jouxte le coin sud-ouest de la Grand-Place. On y découvre Les Joueurs de Billes, une sculpture en résine à plusieurs éléments, réalisée en 1992 par la sculptrice Ursula Förster.

## Historique
L'époque de la création de la Grand-Place n'est pas connue, mais la présence en son centre de la fontaine Li Bassinia depuis 1406 laisse penser que la place devrait être antérieure à cette date. Elle s'est appelée place du Marché  pendant de nombreux siècles.

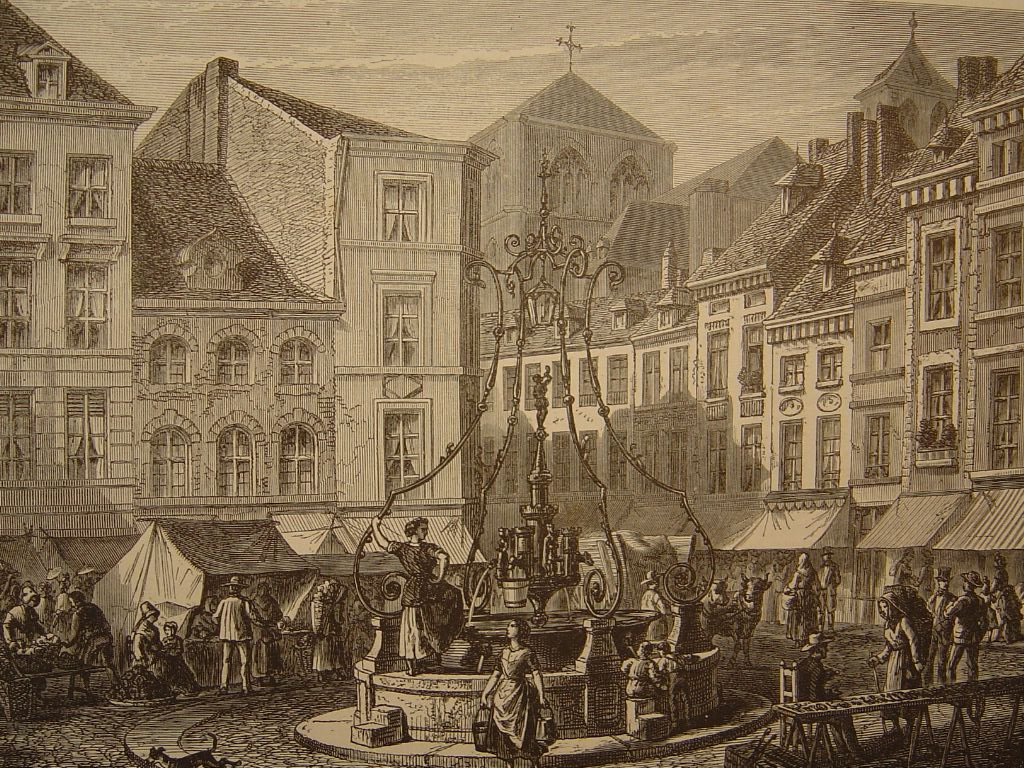
La place en 1872.

## Architecture et monuments

### L'hôtel de ville
Sa façade principale fut terminée en 1766. Il occupe l'emplacement de l'ancienne halle aux grains.

### La fontaineLi Bassinia
Reprise sur la liste du patrimoine exceptionnel de la Région wallonne,
elle a été érigée en 1406.

### Autres immeubles
Les quatre côtés comptent au total deux douzaines d'immeubles. La plupart ont été érigés au XVIIe ou XVIIIe siècle, et sont repris à l'inventaire du patrimoine culturel immobilier de la Wallonie. Mais les rez-de-chaussée ont presque tous été transformés à des fins commerciales, principalement pour le secteur Horeca.
Parmi les immeubles les plus remarquables, on peut citer :
- au no 2, à droite de l'hôtel de ville, une habitation étroite probablement du XVIIe siècle[1] ;
- aux nos  3, 4, 11, 13 et 25[2], des maisons du XVIIe siècle ;
- au  no 7, une façade-lanterne en pierre calcaire à quatre niveaux de hauteur dégressive, probablement de la seconde moitié du XVIIIe siècle[3] ;
- au no 16, la maison natale de Joseph Lebeau (1794-1865), juriste et homme politique hutois ;
- au no 19, une façade cimentée et blanchie, de style Empire (première moitié du XIXe siècle)[4] ;
- au no 20, une étroite maison de deux travées, bâtie vers l'an 1700 en pierre calcaire avec des baies jointives aux trois étages[5] ;
- au no 28, un bâtiment de la Société littéraire, à la large façade de six travées datant de 1788[6].

## Activités
Lors des beaux jours, le cœur de la ville de Huy bat, sur les terrasses bondées des cafés, brasseries et restaurants qui occupent une partie non négligeable de la place.
En hiver, un marché de Noël et une patinoire font le bonheur[non neutre] des Hutois et des autres visiteurs.

## Galerie

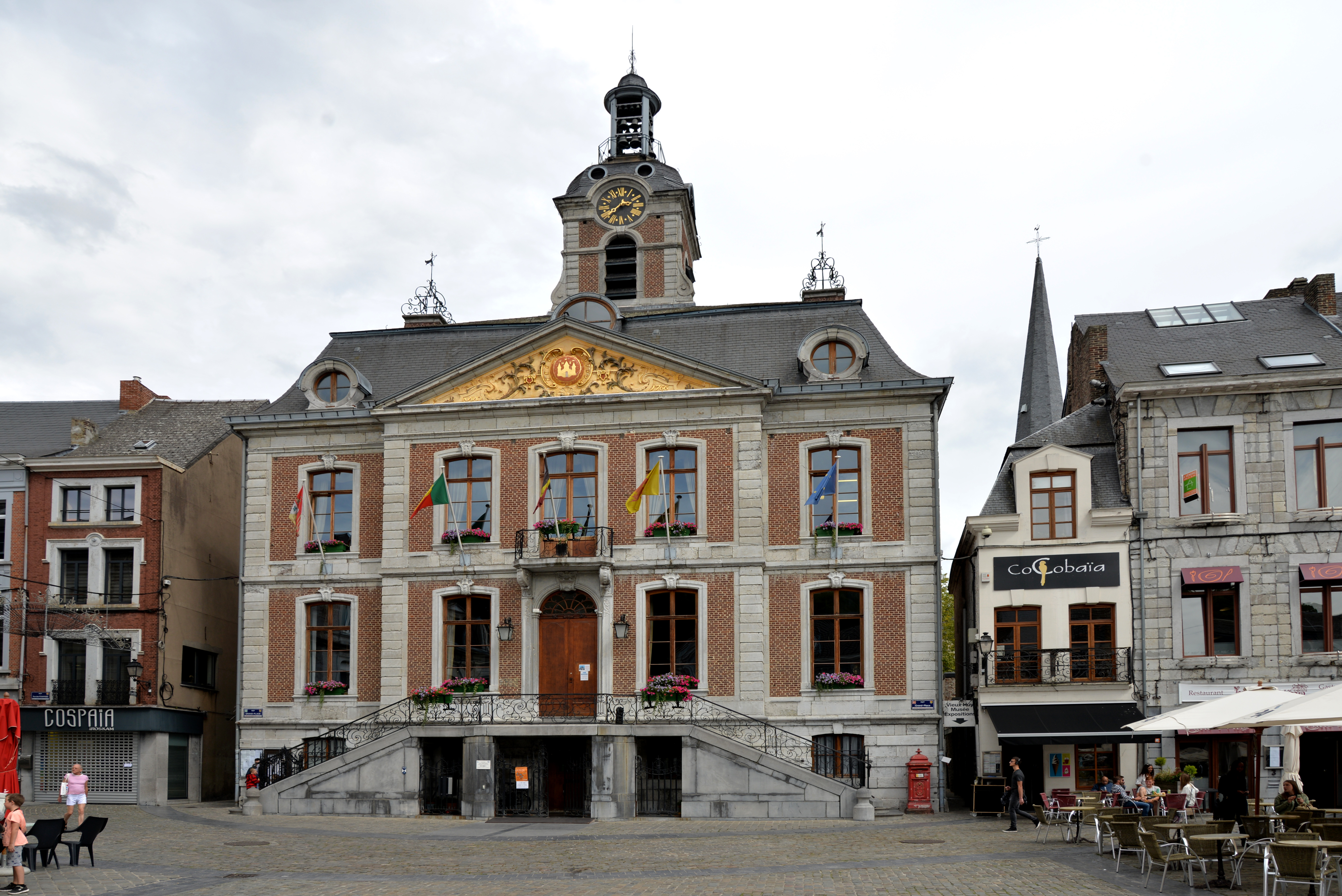
Hôtel de ville.
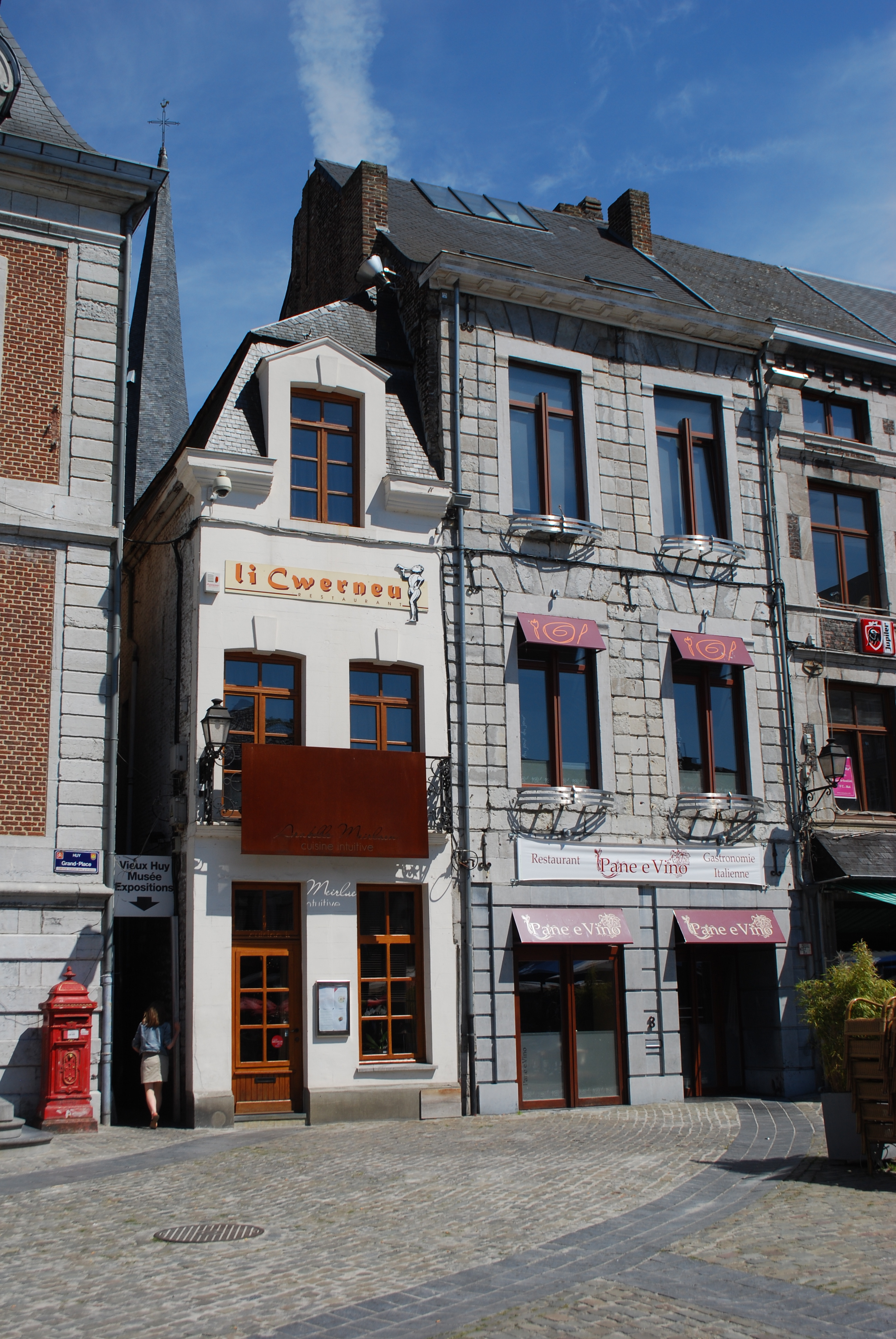
Numéros 2 et 3.
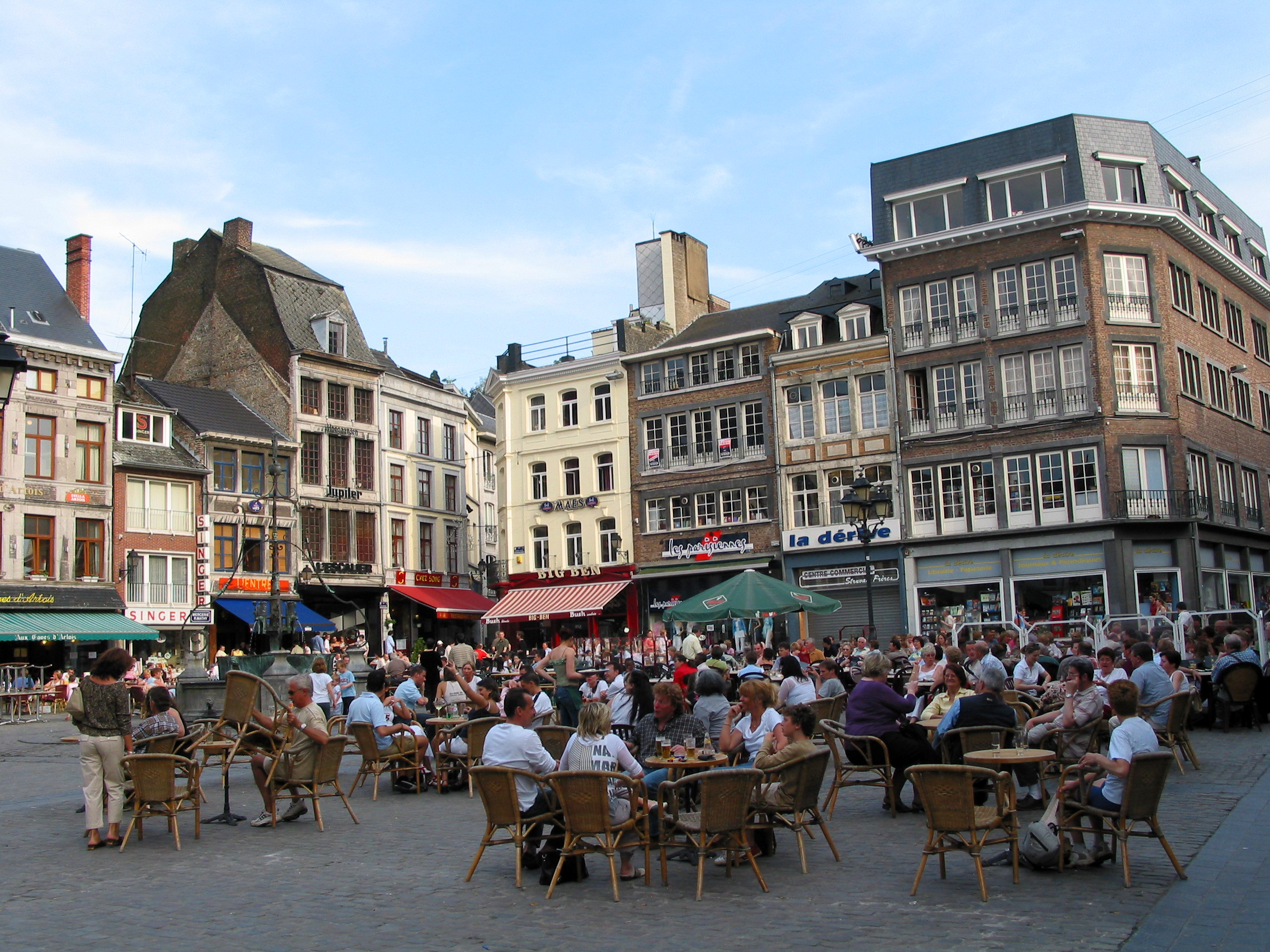
Coin sud-est et côté sud.
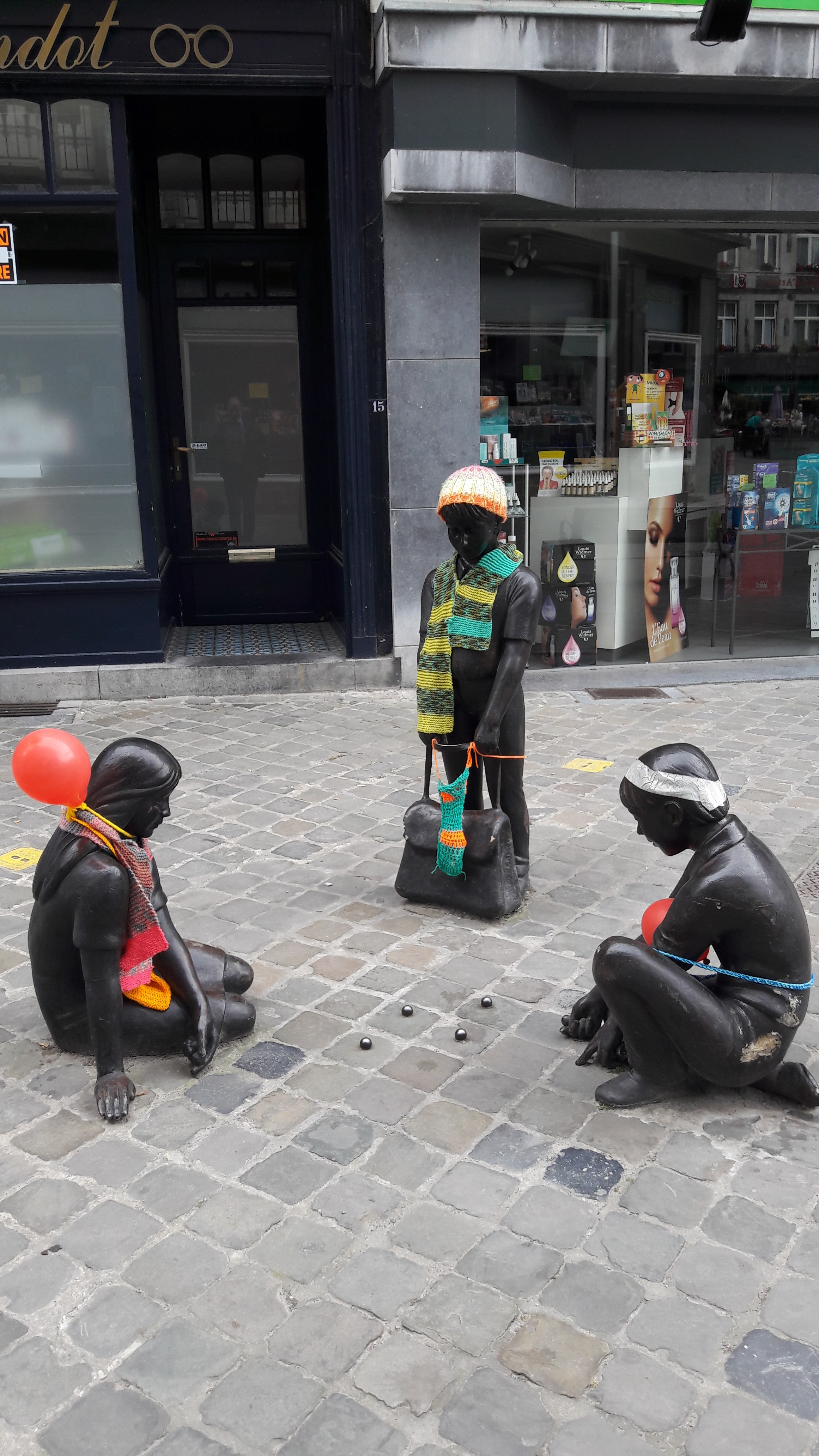
Les joueurs de billes.
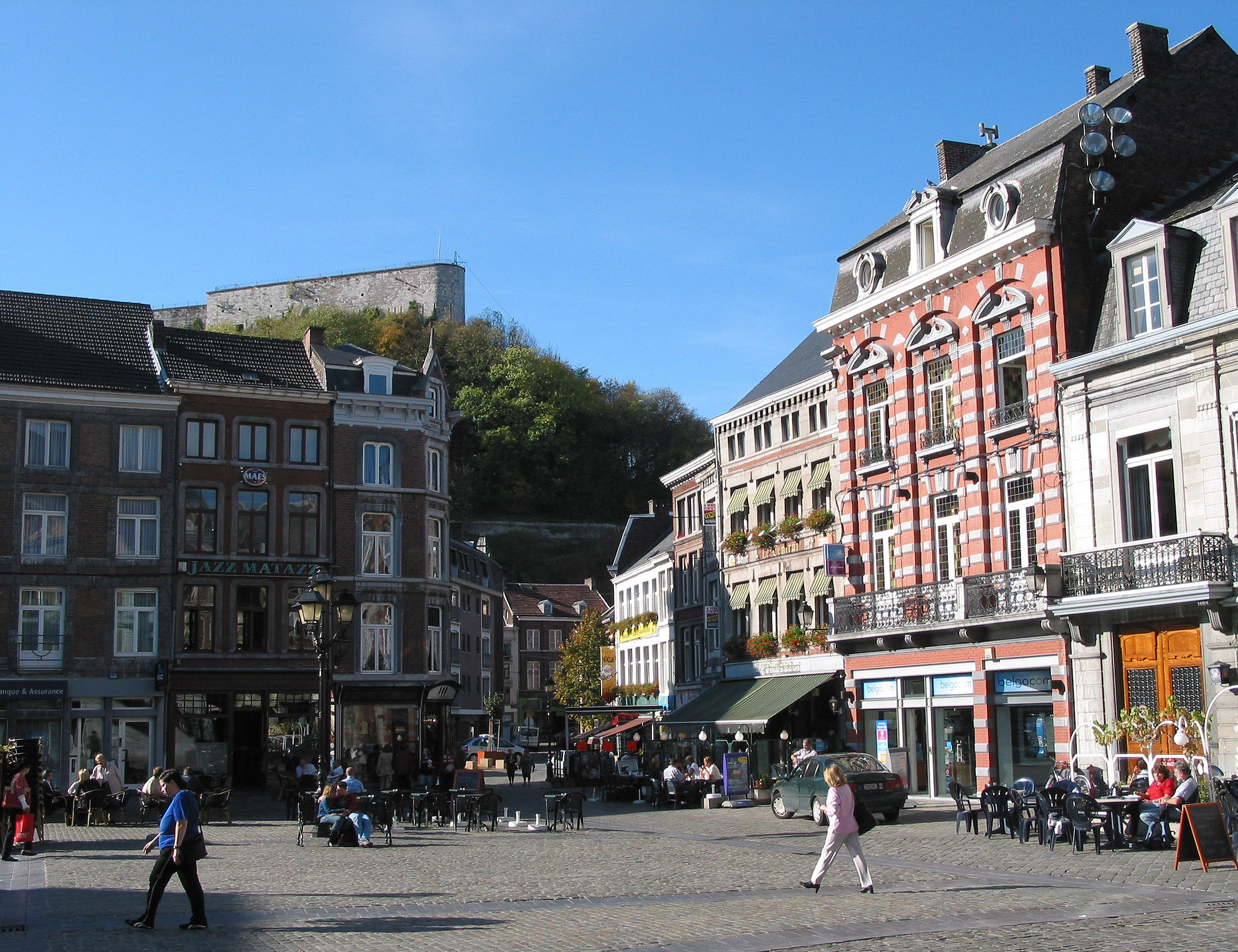
Coin nord-ouest.